# 反動推進研究グループ
反動推進研究グループ（英: Group for the Study of Reactive Motion、露: Группа изучения реактивного движения, Gruppa izucheniya reaktivnogo dvizheniya ; GIRD）は、モスクワに本拠地を置く、1931年に設立されたソビエト連邦の民間のロケット研究グループである。モスクワを拠点とするGIRDはMosGIRDと呼ばれ、レニングラードを拠点とするGIRDはLenGIRDと呼ばれた。ハルキウ、バクー、トビリシ、アルハンゲリスク、ノヴォチェルカッスク、ブリャンスクに支部が設立された。

## 経緯
1927年に、国防協賛会（OSO）と航空化学協議会（AVIAKHIM）が合併し、国防および航空・化学建設協賛会（英：Society for Promotion of Defense, Aviation and Chemical Construction , 露：Общество содействия обороне, авиационному и химическому строительству, Obshchestvo sodeystviya oborone, aviatsionnomu i khimicheskomu stroitelstvu, ОСОАВИАХИМ, OSOAVIAKHIM）ができた。OSOAVIAKHIMは、共産党の方針を受けて航空関係の民間技術振興を目的としており、先進的な研究をしている民間の航空グループに資金を提供した。
1931年に、OSOAVIAKHIMの中に航空技術局がつくられた。航空技術局の傘下に、軽スポーツ飛行機、その製造支援、高層グループ、ロケットグループの４つのグループをつくった。航空エンジニアのフリードリッヒ・ザンデルとその仲間は、航空技術局のロケット・グループを反動推進研究中央グループ（TSGIRD）と名づけ、ロケットの研究を行おうと計画したが、そのうちにそこが研究機関ではないと気付き、独立して反動推進研究グループ（GIRD）を創立した。
1933年に、GIRDはレニングラードの気体力学研究所（英：State Gas Dynamics Laboratory, 露：Газодинамическая лаборатория, Gazodinamicheskaya laboratoriya, ГДЛ, GDL）と合併し、反動エンジン科学研究所（英：Reaction-Engine Scientific Research Institute、露：Реактивный научно-исследовательский институт, Reaktivnyy nauchno-issledovatel’skiy institut, РНИИ, RNII）となった。

## グループの構成
ザンデルらは、1931年9月15日にGIRDを設立した。その頃は多くのアマチュア研究者のグループや市井の研究者はいたが、GIRDは世界で最初の専門家による大規模グループであった。GIRDは、ロケットエンジンや有翼、無翼のミサイルを研究する4つの集団と10個のプロジェクトから構成されていた。第二次世界大戦後、ソ連の宇宙開発のリーダーとなるセルゲイ・コロリョフは、GIRDの第4集団のリーダーだけでなく、全体のチーフでもあり評議会の議長でもあった。

### 第1集団
ザンデルは既に1907年にはロケットを使った惑星間飛行を構想し始めていた。1924年に、惑星間通信研究協会（英：Society for the Study of Interplanetary Communication）の創立し、そのメンバーとなった。1930年からは、航空動力中央研究所（英：Central Institute of Aviation Motor Construction）,(TsIAM)で働き始めた。ザンデルは、GIRDの設立メンバーの1人となり、彼のTsIAM時代の研究チームと共にGIRDに移り、その第1集団を率いた。第1集団は、プロジェクト01、プロジェクト02、プロジェクト10の3つのプロジェクトを受け持った。

#### プロジェクト01
ザンデルらは、航空動力中央研究所に在籍していた1929年に、実験用ロケットエンジンOR-1の研究を始めた。後にこれはGIRDのプロジェクト01となった。このエンジンは、純粋な液体ロケットエンジンというよりは現在でいうハイブリッドエンジンに近いものであったと思われる。圧縮空気とガソリンにより作動した。ガソリンに粉末金属を混ぜて高エネルギーの発生する燃料の研究に用いた。エンジンは細長い円筒形をしている。円筒形の2/3は2重構造となっていて、残りの1/3は1重構造となっている。1重構造の方の円筒形一端は解放されておりノズルを形成している。ノズルと反対の二重構造となっている円筒形部分は燃焼室を形成している。ノズル側の燃焼室二重壁の外表面に接続された中空パイプから、圧縮空気が二重の円筒の内壁と外壁の間のスペースを流れ、エンジン全体を冷却（再生冷却）した。またノズル部分はノズル外周にらせん状に巻かれた中空コイルに水を循環させて冷却した。

#### プロジェクト02
ザンデルらは、コロリョフの第4集団の研究するRP-1有人ロケットグライダーの動力となる、OR-2エンジンの開発をおこなった。この開発をプロジェクト02と呼んだ。エンジンは気体状の純酸素とガソリンの燃焼により作動した。50kgfの推力を発生した。ノズルは耐熱グラファイトでできていた。このエンジンも2重構造の円筒形をしていたがOR-1と異なり全体が2重構造となっていた。ノズル側の円筒の外壁から酸素ガスを流入させ、ノズルも燃焼室も含めて全体が再生冷却された。後にこのエンジンは、ガソリンよりも発生熱の少ないアルコールを燃料としたものに改良された。この時のエンジンの推力は、増強され80kgfとなった。エンジンの内壁を冷却し、加圧された酸素ガスが、燃焼室の上方側面から燃焼室に渦を形成しながら導かれた。燃料はエンジン円筒の一端の中央に設けられた噴霧器から噴射され、効率的に酸素と混合されて燃焼した。

#### プロジェクト10
プロジェクト10エンジンはGIRD-Xロケットのために設計された。このGIRD-Xロケットの開発をプロジェクト10と呼んだ。1933年3月に初めて地上燃焼試験を行った。エンジンは、液体酸素とガソリンの燃焼により作動した。70kgfの推力を発生させた。このエンジンもまた再生冷却方式のエンジンであった。燃焼室は中空の三角錐の形状をしており、三角錐の底面に円筒状ノズルが接続されている。燃焼室とノズルの外皮は2重構造となっている。エンジンの冷却剤として酸化剤の液体酸素を使い、ノズル外皮から二重構造の壁の内部に液体酸素が流され次に燃焼室の壁に流され、エンジン全体を再生冷却した。地上燃焼試験中、エンジンの燃焼室の壁が熱で溶け落ちるという問題が発生し、燃料を発生熱の小さい78％濃度のアルコール水溶液に切り替えた。1933年3月28日に、ザンデルは病気で急逝した。第1集団のメンバーの一人のレオニード・コンスティノビッチ・コルネエフが新しい第1集団のリーダーとなった。1933年11月25日に、GIRD-Xロケットは初めて打ち上げられ、エンジンが不調となるまで高度約80mまで上昇した。これは、ソビエト連邦における真の最初の液体燃料ロケットの打上げとなった。何回かのミサイル打ち上げ試験の結果、最終的に、全長2.2m、直径140mm、重量30kg、ペイロード重量2kg、到達高度5.5kmの性能を発揮した。GIRD-Xのレプリカがキスロボーツクにあるザンデルの墓で見られる。

### 第2集団
1932年には、第2次世界大戦後にスプートニク1号とルナ計画を指揮することになるミハイル・チホランホフが、GIRDに加わった。彼はGIRDの第2集団を率いた。第2集団は、プロジェクト03、プロジェクト05、プロジェクト07、プロジェクト09の4つのプロジェクトを受け持った。

#### プロジェクト03
プロジェクト03は、推進剤をポンプにより供給する、RDA-1と呼ばれるエンジンの開発であった。液体酸素とガソリンを燃焼させて作動させる計画であった。プロジェクトは中止された。

#### プロジェクト05
プロジェクト05は、時系列的にはプロジェクト07ロケットとプロジェクト09ロケットの開発の後に、チホランホフの集団により設計された3番目のロケットの開発であった。ロケットは、レニングラードの気体力学研究所(GDL)と協力して開発され、ヴァレンティン・グルシュコにより開発されたORM-50エンジンを搭載した。このエンジンは、酸化剤に硝酸、燃料にケロシンを用いた。エンジンのノズルはノズルの2重壁に硝酸の流すことにより再生冷却される。このエンジンは、1934年5月にオーストリアで初めて試験されたオイゲン・ゼンガーの再生冷却エンジンSR-5に先立つ、1933年11月に初めて試験が行われた。初期のドイツのロケットは、液体酸素や燃料のタンクにエンジンを浸漬していた。その結果、何回も爆発による失敗を起こした。（1933年にクラウス・リーデルが再生冷却の実験を行った。）ロバート・ゴダードは燃料カーテン冷却法式を支持した。ザンデルの開発したロケットエンジン（プロジェクト01、02、10で開発されたエンジン）は、1929年～1933年という最も早い時期に再生冷却方式を採用したエンジンであった。05ロケットは、十字に取り付けられた尾翼を持った胴体の中に、4本の細長いタンクが束ねられて入っていた。このプロジェクトは、結局中止されたが、Aviavnitoロケットの設計の基礎を形作った。Aviavnitoロケットはレオニード・ドゥーシキンが開発した12-Kエンジンにより推進し、このエンジンは液体酸素と96％濃度のアルコール水溶液が燃焼して作動する。1936年に最初に打ち上げられ、その翌年には3000mの高度に達した。

#### プロジェクト07
プロジェクト07は、チホランホフの集団が取り組んだ最初のロケットの開発を指す。その目的は、液体酸素とケロシンを推進剤に用いた推進システムを試験することにあった。また巨大な安定翼の内部に燃料タンクを設けるという奇抜なデザインの可能性を試すこともあった。このロケットは、ザンデルのプロジェクト02で開発されたOR-2エンジンにより推進される。このロケットは、燃料をアルコールに切り替え、1934年11月に初めて離昇した。

#### プロジェクト09
プロジェクト09は、実際にGIRDにより打ち上げられた最初のロケットGIRD-9を開発することであった。技術者であるニコライ・エフレモフの変わった実験により開発された、液体酸素とガソリンに樹脂を溶かし造られた準固体燃料を燃焼させることにより作動した。ノズル上部の青銅でできた燃焼室を形作る2重壁の外壁から液体酸素が流入する。グリース状の燃料は、燃焼室の内壁に設けられた多数の穴から燃焼室に圧入される。この方法により、燃料を燃焼することにより超高熱から真鍮でできたエンジンを守る。09ロケットは垂直に設けられた軌道から発射された。1933年8月17日に最初のロケットは打ち上げられ、約400mの高度に到達した。これは、ソビエト連邦初の液体ロケットによる打上げと考えられているが、厳密にはハイブリッド燃料ロケットであったという反論もある。11月3日に、2回目の打上げをおこなったが、高度100mでエンジンが爆発した。1934年1月に、GIRD-09ロケットは再び打ち上げられ、高度1500mに到達した。

## LenGIRD
LenGIRDは1931年11月13日にA. Rynin、LenGIRDの最初の会長であるVV Razumov (1890-1967)、技術者であるAN Stern、物理学者のMV Drywall、I. Samarin, MV Machinskiy達によって設立された。1932年、LenGIRDは400人以上のメンバーが所属していた。LenGIRDの活動には気体力学研究所に勤務していたSt. PeterやPaul, VA Artemiev達が参加して活躍した。LenGIRDの活動は火薬を使用した小型のロケットの実演や複数の独自のロケットの実験を行った。1932年、LenGIRDはジェット推進の方法論を考案した。
1934年、LenGIRDはMV Machinskayaによる指導の下でジェット推進部門に転換して第二次世界大戦の勃発まで独自の方法で模型ロケットやミサイルの開発を続けた。

## RNII
1932年5月16日、ミハイル・トゥハチェフスキーはGIRDとレニングラードのState Gas Dynamics Laboratory (GDL)の間で統合文書に調印し、1933年9月21日に両者が合併して反動エンジン科学研究所Reaction-Engine Scientific Research Institute (RNII)が設立された。